# Francis Maugard
Pour les articles homonymes, voir Maugard.
 (mars 2014).
Francis Maugard, né le 31 décembre 1931 aux Peintures (Gironde) et mort le 28 décembre 2021 à Lacanau (Gironde), est un peintre, poète et médecin français.

## Biographie
Il a été médecin généraliste de 1960 à 1970 dans le quartier Saint-Pierre à Bordeaux et gynécologue de 1970 à 1988. Poète et peintre, il a été l’ami et le médecin de Pierre Molinier, fondateur de l’art corporel. Au nom de la vie simple, il vécut dans la forêt pendant 12 ans, jusqu’en 1976, habitant une cabane qu’il avait construite en 1964 et s’éclairant à la lampe à pétrole. Il a été un des premiers surfeurs français. Il introduisit le surf à Lacanau-Océan dans les années 1960 après des vacances à Biarritz. Durant l'été il surfe régulièrement sur les plages de Lacanau-Océan.